# Геліотермічний показник
Геліотермічний показник - показник, що дорівнює добутку часу інсоляції на середню температуру періоду інсоляції. При оптимальному розміщенні меридіональних будинків - по геліотермічній осі - геліотермічний показник має однакове значення з обох боків геліотермічної осі. 